# Star Wars: Squadrons
Star Wars: Squadrons es un videojuego de combates espaciales y aéreos basado en el universo ficticio de Star Wars. El juego fue anunciado por EA el 15 de junio de 2020 y salió a la venta el 2 de octubre de ese mismo año para PC, PS4 y Xbox One, con la posibilidad de jugarlo en realidad virtual. Además, tiene soporte multiplataforma, por lo que usuarios de diferentes plataformas pueden jugar entre ellos. Cuenta con diferentes modos de juego, personajes y naves.

## Modos de juego

### Multijugador
- Refriega

Este tipo de partida consiste en batallas de 5 jugadores contra 5 en los que sólo hay naves pequeñas y el objetivo es eliminar a los adversarios.
- Batallas de flotas

Estas batallas también son de 5 contra 5 pero aquí también hay naves capitales y fragatas de apoyo, controladas por la IA. El objetivo en este caso no es eliminar a los adversarios, sino destruir la nave capital enemiga y proteger la aliada.

### En solitario
- Modo historia

En este modo hay una historia con misiones. Transcurre después de los sucesos de El retorno del Jedi, en los últimos días del Imperio Galáctico y la historia no se juega desde un solo punto de vista, sino que se alterna entre la Nueva República y el Imperio.

## Naves y personajes

### Naves
Estas son las clases de naves:
- Cazas: son las naves más flexibles y más fáciles de pilotar. Están diseñadas para abatir otras naves pequeñas y tienen un buen balance entre potencia de fuego, control y durabilidad. Del lado de la Nueva República se podrá usar el X-Wing y el TIE del lado imperial.
- Bombarderos: Son naves más grandes y pesadas, más difíciles de manejar. Pueden causar mucho daño a grandes naves capitales, pero son lentas y vulnerables a los cazas. Se podrán ultilizar el Bombardero TIE imperial y el Y-Wing de la Nueva República.
- Interceptores: son naves muy rápidas y ágiles. Están diseñadas para perseguir naves y maniobrar en espacios reducidos. Su mayor defecto es que son débiles y no resisten mucho ante un ataque. La Nueva República usará el A-Wing y el Imperio usará el Interceptor TIE
- Naves de apoyo: las naves de apoyo son versátiles naves que están diseñadas para ayudar y proteger a los aliados. Pueden entregar droides de reparación a las naves aliadas, además de aumentar la salud de los jugadores y bloquear temporalmente los sistemas de las naves enemigas para eliminarlas más fácilmente. También pueden usar sus armas para eliminar naves enemigas, aunque son más lentas y difíciles de pilotar. Se podrán utilizar el U-Wing por parte de la República y  el SegadorTIE/RP del Imperio.[3]

### Personajes
El personaje se puede modificar y se puede elegir entre diferentes especies para el personaje que controla el jugador.

## Localizaciones
Estos lugares son importantes en el transcurso del juego:
- Yavin Prime: es un gran planeta gaseoso en cuya órbita se encuentra Yavin 4, una importante base de la República.
- Esseles: se trata de un planeta bajo en el control del Imperio, pero muy cerca del territorio republicano. En su anillo helado, el imperio esconde una importante base de escucha para espiar a la Nueva República.
- Astilleros de Nadiri: se encuentra cerca de la llamada Nebulosa Ringali y allí está uno de los mayores astilleros de naves de la República.
- Sissubo: es el séptimo planeta del sistema Chandrila y está fuertemente protegido por el Imperio.
- Galitan: es una luna de la nebulosa Ringali, cuyas fuerzas la han reducido a un campo de asteroides.
- Avismo Zaviano: es una peligrosa zona repleta de asteroides cargados de electricidad.[4]